# András Sárközy
András Sárközy (* 16. Januar 1941 in Budapest) ist ein ungarischer Mathematiker, der sich mit Zahlentheorie befasst (analytische, kombinatorische, additive Zahlentheorie) und Hochschullehrer an der Eötvös-Loránd-Universität war.
Er bewies den Satz von Sárközy und den Satz von Fürstenberg-Sárközy (unabhängig von Hillel Fürstenberg). Sárközy arbeitete viel mit Paul Erdős (62 gemeinsame Veröffentlichungen und damit mehr als jeder andere Mathematiker). Von ihm stammen auch Resultate zu binären Pseudozufallszahlen.
2010 erhielt er den Széchenyi-Preis und 1977 den Alfréd-Rényi-Preis. 1998 wurde er korrespondierendes und 2004 volles Mitglied der Ungarischen Akademie der Wissenschaften.
Sein Sohn Gábor Sárközy ist ebenfalls Mathematiker und Professor für Informatik am Worcester Polytechnic Institute.